# منطقة دين داينج
منطقة دين داينج (بالإنجليزية: Din Daeng District)‏ هي منطقة من مناطق بانكوك. يبلغ عدد سكانها 186319 نسمة وذلك حسب إحصائيات سنة 2000. تبلغ مساحتها 8.4 كم².

الموقع في بانكوك